# キアタク島
キアタク島（キアタクとう、グリーンランド語: Kiatak または Kujata）とは、グリーンランドの北岸付近に位置する北極海の無人島。ノーサンバーランド島（Northumberland）とも呼ばれる。

## 地理
キアタク島はバフィン湾の奥まった所に存在する。北極圏内の北緯77度22分、西経71度55分付近に位置しており、この場所はデンマーク王国によって領有されている。なお、グリーンランドの基礎自治体であるカースートスップの領域内に属する。